# Dave Gibbons
Dave Gibbons (14 de abril de 1949) é um artista e escritor britânico de história em quadrinhos. Mais conhecido por ser o artista de Watchmen, Gibbons também se destacou em quadrinhos como Para o Homem Que Tem Tudo... e The Secret Service.

## Carreira
Gibbons tornou-se conhecido nos quadrinhos britânicos pouco depois de começar a trabalhar em títulos de terror publicados pela DC Thomson e pela IPC Media. Quando 2000 AD foi lançada, Gibbons foi colocado como Diretor de Arte e ilustrador das tiras “Harlem Heroes”. Seu último trabalho ali foi com “Rogue Trooper”, depois do qual ele se concentraria em um período na Doctor Who Magazine.
Gibbons foi um dos talentos britânicos descobertos por Len Wein em 1982 e começou a desenhar o Lanterna Verde para a DC Comics. Sua obra mais conhecida na editora foi a colaboração com Alan Moore na série limitada Watchmen. Enquanto trabalhava em Watchmen, Gibbons fez outra parceria com Moore na história Para o Homem Que Tem Tudo..., considerada por fãs como uma das melhores narrativas do Superman.
Entre outros projetos, escreveu a minissérie Os Melhores do Mundo, e cocriou a personagem Martha Washington, com Frank Miller.
Em 2005 lançou uma graphic novel em preto-e-branco chamada The Originals. Publicada pela Vertigo, é uma história situada em um futuro próximo, mas inspirada fortemente na imagem Mod dos anos 60. Entre outros projetos seus na DC figuram a minissérie The Rann/Thanagar War (2005) e Green Lantern Cops: Rechange.
Em 2012, desenhou a HQ The Secret Service, escrita por Mark Millar com colaboração do cineasta Matthew Vaughn. A história foi adaptada para o cinema em 2015.